# Чигра
Чигра је предмет конусног, сферног или овалног облика са шпицастим врхом (клином) чија је намена да се што дуже врти. Најчешће се користи као играчка. Ако се заврти, чигра ће наставити да се окреће око једне осе ротације. Њене физичке особине су сличне као особине жироскопа.
У природи се чигра може пронаћи у многим облицима - жир, семе јавора с "лептирићима", шкољка зашиљеног врха. Прва чигра је пронађена из периода од пре око три и по хиљаде година пре нове ере.
Постоје различите врсте чигри: обичне чигре које се налазе код нас, чигре које се заокрећу помоћу канапа или бича, кинеске чигре које се изврћу при окретању, јапанске чигре са рупама које при окретању производе зујање или рику. Праве се од различитих материјала, од дрвета, преко глине и керамике, да би се у новије време правиле од пластике. Тело свих чигри је обично шупље.

## Историјат
Различити народи су дошли на замисао да направе чигру. То потврђују археолошка ископавања која су открила ову играчку на свим континентима, осим на Антарктику. Чигра је прављена од различитих материјала. Чигре од глине, настале пре око три и по хиљаде година пре нове ере, пронађене су на археолошким ископинама града Ура који се налазио на подручју данашњег Ирака. Керамичке чигре су пронађене у Троји три хиљаде година пре н.е. Пронађене су и чигре у старом Египту у периоду од 2000. до 1400. године пре н.е, као и у Кини око хиљаду година пре нове ере. Откривене су и чигре од кости у Старом Риму, у трећој деценији пре нове ере.
На појединим предметима старогрчке грнчарије из 500. године пре наше ере исликане су сцене жена које се забављају окретањем чигре. Чигре се помињу чак и у грчким књижевним делима још из периода пре нове ере:
- спеву Илијада
- у Држави грчког филозофа Платона
- у комедији Птице старогрчког драмског писца Аристофана

У римској књижевности из првог века пре нове ере:
- Вергилије их спомиње у херојском епу Енејида

Чигре се помињу и у енглеској књижевности у шеснаестом и седамнаестом веку:
- неколико Шекспирова дела

## Врсте чигри
Најједноставнија чигра је чигра направљена у облику купе, с додатком на горњој страни проширеног дела. Додатак служи као држач, да се ухвати прстима, постави на подлогу, јако заврти и испусти да се окреће. Када се оваква чигра заврти, оне се окреће постепено успоравајући, полако се зауставља и пада „на бок”. Таквим чиграма могу да се похвале различите културе, од Јапана, преко Немачке, Пољске, Кореје, Француске, Шкотске, до наше земље.

### Чигре које се покрећу конопцем
Постоји врста чигри које имају ужлебљене усеке, предвиђене да се око њих обавије уже. Знати окретати овакве чигре сматра се вештином, јер није једноставно поставити чигру у правилан и наглим замахом повући конопац обавијен око ње, да би јој се тим покретом дао замах за што дуже окретање.

### Чигре које се покрећу бичем
За ову посебну врсту чигри се сматра да јој је постојбина Кина, а да су Европљани сазнали за њу у 14. веку. Археолози су овакве чигре пронашли код народа у Европи, у Северној и Јужној Америци, на острвима у Тихом океану, у Индији и Африци.
Такве чигре је описао и Бранислав Нушић (1864–1938) у Речнику српскохрватског језика Матице српске:
 Дечја играчка на дну зашиљеној, а у врху проширеној, која се окреће под ударцима бича.
Чигре покретане замасима бича прављене су од дрвета, печене глине, понекад и од камена. У 18. веку било је и гвоздених чигри предвиђених за играче који би их окретали на залеђеној површини језера или река.

### Кинеска чигра
Кинеска чигра је посебна врста чигри која се састоји од сферног тела и штапићастог држача. Када се кинеска чигра заврти, она се најпре окреће попут обичне чигре. Међутим, због велике угаоне брзином, њен држач се све више нагиње ка доле и у тренутку када он дотакне подлогу, чигра се потпуно окреће и почиње да ротира на држачу. Окретање изазива момент силе услед површинског трења. Како се њена брзина смањује, чигра губи стабилност и пада.
Интересантно је да када се кинеска чигра обрне у окретању, она подиже свој центар масе и почиње да ротира у супротном смеру. Исти ефекат се може постићи и са тврдо куваним јајима, лоптом за рагби или овалним каменом.

### Бејблејд
Иако се и даље израђују чигре које се у мало чему разликују од чигри којима су се забављали у старом Египту, Риму, Грчкој, посебно међу млађим нараштајима знатно су омиљеније и траженије оне које имају посебан механизам који их покреће и чини да се веома дуго врте.
Бејблејд чигре су настале 2000. године у Јапану. Произвођач Такара пустио их је на тржиште у исто време кад је на телевизији почео да се приказује истоимени цртани серијал. Ове чигре се могу окретати на тврдој подлози или у посебној овалној "арени" када се две чигре сударају и побеђује она која остане дуже да се окреће. Временом су се бејблејд чигре усавршавале да би, кад се повлачењем окидача с механизма на чигри, наставиле што дуже да се врте и надограђивани су им делови који би при окретању у такмичењу и доласку у контакт са противничком чигром могли да успоре њено кретање.

## Окретање чигре
Популарност чигри је поприлично порасла педесетих година прошлог века и тада је објављено неколико теоретских чланака о њиховом кретању. Окретање чигре не би било посебно од окретања неког другог тела да не долази до лепо уочљиве појаве прецесије. Под прецесијом се подразумева промена смера осе око ког ротира тело.
Објашњење зашто долази до прецесије:
Ако посматрамо заротирану чигру која се, гледано од горе, окреће у смеру супротном окретању казаљки на сату (на слици: поглед од испред, слика лево), можемо је у попречном пресеку од испред и од иза приказати као на слици. У тренутку када се под дејством гравитације чигра нагнула на десну страну гледано од испред (на слици: поглед од испред, слика десно), онда ће тад гледано од иза, чигра бити нагнута ка левој страни гледано од иза (на слици: поглед од иза, слика десно). Кретање две означене тачке на чигри (тачка розе боје на предњој и тачка плаве боје на задњој страни чигре) у том тренутку ће под утицајем ротације назначеног смера бити усмерено слева надесно за розу тачку и сдесна налево за плаву тачку, како је приказано на слици розим и плавим вектором. Ове векторе можемо разложити на компоненте у правцу равни диска чигре и правцу дуж држача чигре (испрекидане линије на слици).
Ако сада посматрамо тачку розе боје, на њу ће укупно да делују две силе: јаче силе од ротације вектора усмереног нагоре и слабије силе од гравитације вектора усмереног ка доле. Због тога ће кретање предњег краја на ком је означена роза тачка бити усмерено ка горе. Слично, ако посматрамо плаву тачку, вектори обе силе које на њу делују ће бити усмерене ка доле и због тога ће кретање овог дела диска чигре бити усмерено ка доле. Цео врх се стога на месту розе тачке издиже на предњој ивици, а на одговарајућем месту спушта на задњој ивици, што објашњава зашто се врх чигре нагиње у страну када се гледа од напред, а чигра одмах не пада доле због гравитације.
Прецесија се овако може посматрати само у условима када је угаона брзина ротације много већа од угаоне брзине прецесије. То се дешава при почетку кретања, док је дршка чигре под малим углом отклоњена од вертикалне осе. Када чигра успори, смањи се и њена угаона брзина и кретање постаје компликованије.

### Окретање кинеске чигре
Посебно интересантне су кинеске чигре. Оне се најпре окрећу попут обичних чигри. Међутим, њихов држач се постепено све више нагиње и кад дотакне подлогу, чигра се потпуно окреће и почиње да ротира на њему. Претпостављало се да је за такво окретање кључно трење клизања. Ову претпоставку је потврдио Дел Кампо. Он је дао доказ у ком је објаснио објаснио да се држач ових чигри све више нагиње због тога што се центар масе чигре подиже. Уздизањем центра масе чигре од подлоге, расте потенцијална енергија на рачун смањења кинетичке енергије која се смањује, а успорење тела је изразито ако се посматра прелаза ротације чигре на окретање са ослонцем на држачу. Успорење представља смањење угаоног момента, а то је једино могуће ако постоји спољни момент силе који може да потиче једино од трења клизања.

## Игре са чиграма
Из давних времена потиче древна јапанска игра, позната је као „баи”. Шкољка би се напунила воском или песком да добије на тежини и потом би се покретима прстију завртела на некој чврстој подлози.
У Старој Грчкој у игри с чиграма учествовали су и мушкарци и жене, док је тај спорт на острвима у Тихом океану или у подручјима Југоисточне Азије био резервисан само за мушкарце.
Понекад су се чигре користиле и за коцкање. Те чигре су на бочним странама имале исписана слова тако да, у зависности од тога на које би слово „пале”, то би значило да у одређеној игри правила налажу да играч узима све, још нешто мора да уложи или да остане без ичега и губи право на наставак игре.

## Такмичења
Некада је окретање чигре била забава за народ. Велика чигра, тешка око килограм и висока и преко двадесет центиметара, остављана је на градском тргу да би, кад пожеле, могли њом да се играју сви становници. Често су се приређивала и такмичења тимова „чиграша” из два града.
У Јапану је вештина окретања чигре била више везана за професионалне играче него за децу. Јапанске чигре разликовале су се од других јер су обично имале веома издужен врх на коме су се окретале. Највештији такмичари препознавали су се по томе што би чигру успевали да заврте и на затегнутом ужету, чак и на оштрици мача. Сличне чигре, махом израђене од бамбусовог стабла, могу да се нађу у Кини и Кореји.
И у новије време се одржавају такмичења у окретању чигри. Драстичном популаризацијом чигри педесетих година прошлог века, почетком шездесетих година америчка фабрика за израду играчака Данкан тој компани (Dankan toy company) почела да приређује надметања такмичара који су користили дрвене чигре, живо осликане различитим бојама. У наредним годинама, попут и већине играчака, и чигре су почеле да се праве и од пластике. Године 1963. и 1964. фабрика Данкан била је покровитељ такмичења која су се одржавала у великом броју америчких градова. Финале шампионата се одржавало сваке године у Дизниленду у Калифорнији. Крајем 20. века су такмичења поново обновљена.

## Занимљивости
- Светски Дан чигри се у свету прославља друге среде у октобру. Дан чигри је уведен 2002. године.
- Највећа чигра на свету налази се у Холандији. То је споменик скулптура чигра зврк (Bromtol) висине 10 метара, која краси кружни ток на северном улазу у град Остерхаут. Скулптура је уметничко дело Петра Хохмана, а пошто је споменик постављен у делу града који врви од различитих индустријских делатности, претпоставља се да је уметник Хохман представио овај крај управо овом огромном шареном играчком. Називају је визиткартицом града.[6] Споменик је приказан и у промотивном видеу Гугл мапа са преко милион и триста хиљада прегледа, у ком се поред ове чигре појављују и познате грађевине, попут торња у Пизи, Стоунхенџа и других.
- Најтежа чигра на свету има 280 килограма и налази се у Кини. Рекорд за најтежу чигру коју је један човек успео да покрене од 2005. године држи Чанг Тај-Јуан (Chang Tai-Yuan). Чигру коју је он покренуо само конопцем, имала је 60 килограма и окретала се 39 секунди.[7]
- Пронађене су фотографије које приказују децу како се играју чиграма на Титанику.[8]
- Чигра има посебну улогу као покретач радње у познатом научнофантастичном филму "Почетак" из 2010. године Кристофера Нолана.